# Askorbatna peroksidaza
Askorbatne peroksidaze (APX1) su enzimi koji detoksifikuju perokside poput vodonik peroksida koristeći askorbat kao supstrat. Oni katalizuju prenos elektrona sa askorbata na peroksid, pri čemu formiraju dehidroaskorbat i vodu kao produkte.
Askorbat + vodonik peroksid → dehidroaskorbat + voda
APX je integralna komponenta glutation-askorbatnog ciklusa. Ovi enzimi su obično hemoproteini i hem kofaktor je na mestu gde se odvija gorenavedena reakcija oksidacije-redukcije.

## Spoljašnje veze
- EC 1.11.1.11 Архивирано на веб-сајту  (16. мај 2011)
- L-askorbat peroksidaza Архивирано на веб-сајту  (4. фебруар 2012)